# 流星電波観測
流星電波観測（りゅうせいでんぱかんそく）には、前方散乱による流星電波観測（現在日本で主流になっているHROや海外で行われているFM放送局を利用したFRO、TV放送のFM音声を利用したTROなど）と、後方散乱による流星電波観測（昔から世界中で行われてきたレーダー観測）がある。

## 前方散乱・後方散乱を使う電波観測の違い
- 前方散乱による電波観測

送信電波が流星の電離柱に斜めに入射して、入射角＝反射角で散乱される。送信している送信局と受信局が異なる位置になる。つまり、電離柱に対する入射角で受信地が決まる。
- 後方散乱による電波観測

電波を送信して自ら受信する送信局と受信局が同じになる。この観測では電離柱に対して垂直に当たることが条件。電波を発信してから、その電波が戻ってくるまでの時間を測定することによって、その物体への距離を測定することができる。

## 電波観測の種類
- HRO (Ham-band Radio Observation)
- FRO (FM Radio Observation)
- MURO (MU Radar Observation)
- VOR (VHF Omni directional Range, 超短波全方向式無線標識)

## 電波観測の目的
- 昼間も流星観測をする。
- 天候に左右されず、確実に流星を捉える。
- 突然出現した場合に対応する。

## 長所
- 天候・時間帯に関係なく観測できる。
- パソコンで24時間体制で観測ができる。
- 機材が軽量で持ち運びしやすい。

## 短所
- スポラディックE層や飛行機のエコーも受信される。
- 群流星と散在流星の区別がつかない。

## 歴史
- 1970年代　日本の苧側正明JA5EMMがアマチュア無線の50MHz帯を利用した流星電波計数観測を始める。(1970年)。 鈴木和博がFM放送局の電波を利用した流星電波観測を発表（1971年）。FM放送局の電波を利用した流星電波観測が始まる。
- 1990年代　FM放送局・ミニFM放送局の増加により、FM放送局を利用した流星電波観測が困難な状況になってくる。アマチュア無線を利用した流星電波観測の試験が90年代半ばに盛んになり90年代終わりごろには流星電波観測の定番として確立。
- 1998年～2001年　しし座流星群をきっかけに、高校や大学、アマチュア無線家にも広まる。現在は日本でおそらく100地点近くが観測していると思われる。
- 2002年　28MHz帯を使用した観測が行われるようになる。（2002年しし座流星群の観測が目的）